# So’n Rackerchen
So’n Rackerchen ist ein knapp einstündiges deutsches Stummfilmlustspiel aus dem Jahre 1916 von William Karfiol mit Rita Clermont und Erna Alberty in den Hauptrollen. 

## Handlung
Gutsbesitzer von Marwitz erhält von seinem Neffen Gerd ein Schreiben, demzufolge der sich auf einer Wandertour befindet und gedenkt, den Onkel und seine Cousine zu besuchen. Lily freut sich darauf, Gerd, den sie seit ihrer Kindheit nicht mehr gesehen hat, wieder zu sehen. Doch der gestrenge Herr Papa wünscht nicht, dass die beiden jungen Leute ganz ohne elterliche Aufsicht aufeinandertreffen, und so beschließt er, für die Zeit, in der er demnächst verreisen muss, Lily in ein Mädchenpensionat zu stecken. Um dem Vater ein Schnippchen zu schlagen, beschließt Lily, dass ihre Zofe Marta die Rollen mit ihr tauschen und diese als „Lily“ in die Pension gehen soll. Als Gerd auf dem Gut eintrifft, begegnet er Lily, die er für die Zofe Marta hält, und ist entzückt von dem kessen Rackerchen. Derweil ist die echte Marta im Pensionat angekommen und hinterlässt in ihrer braven und häuslichen Art sogleich einen guten Eindruck. Da sie aber ihren Liebsten vermisst, der als Diener im Marwitzschen Haushalt arbeitet, schreibt sie ihm einen sehnsüchtigen Brief. Der wird jedoch von der Pensionats-Oberin abgefangen und bringt Marta, die gerade wegen „Herumpoussierens“ einen mehrstündigen Hausarrest verbringen muss, in ernste Schwierigkeiten, denn die Pensionatsleiterin ist entsetzt, wie eine feine junge Adelige sich mit einem gewöhnlichen Diener einlassen kann.
Derweil beginnt sich Cousin Gerd in die angebliche Zofe, seine Cousine, ernsthaft zu verlieben, und beide verbringen eine heitere, unbeschwerte Zeit auf dem Lande. Der Zufall will es, dass Gerd einen Brief von der echten Marta an Lily in die Hände bekommt, dem er entnehmen kann, dass die beiden jungen Frauen ihre Rollen getauscht und ihn an der Nase herumgeführt haben. Gerd nimmt das nicht weiter krumm, ist sogar amüsiert, plant jedoch eine kleine Rache. Plötzlich kehrt er den adeligen Herrn hervor und scheucht die kleine „Bedienstete“ wie eine Leibeigene herum. Nachdem Gerd sieht, dass Lilys Freude allmählich Betrübnis weicht, macht er mit seiner kleinen Boshaftigkeit Schluss und erklärt sich dem Mädchen. Daraufhin sinkt man sich in die Arme. Auf seiner Rückreise begriffen, will Herr von Marwitz seine Tochter aus dem Pensionat abholen. Zofe Marta erfährt glücklicherweise davon, klettert aus ihrem Zimmerfenster und macht sich aus dem Staub. Lilys Vater reist daraufhin allein auf sein Gut zurück. Dort erfährt er von dem Streich, die ihm Lily und Marta gespielt haben. Lily weiß, wie sie ihren Herrn Papa um den Finger wickeln kann, und so erhalten sie und ihr Liebster Gerd bald den väterlichen Segen für ihre gemeinsame Zukunft.

## Produktionsnotizen
Der Film entstand zum Jahresbeginn 1916, passierte die Zensur im März desselben Jahres und wurde im darauffolgenden Monat in Berlins Marmorhaus uraufgeführt. Der Dreiakter besaß bei seiner österreichischen Premiere eine Länge von 1110 Metern. 

## Kritik
Die Kinematographische Rundschau schrieb: „In diesem Lustspiele, dessen herzige Handlung frischeste Jugendlust und Fröhlichkeit atmet, zeigt sich Rita Clermont in der Rolle eines übermütigen von Lebenslust übersprudelnden jungen Mädchens.“